# مرسيدس بنز أرينا (شانغهاي)
مرسيدس بنز أرينا (بالحروف الصينية المبسطة 梅赛德斯-奔驰文化中心؛ بالحروف الصينية التقليدية: 梅賽德斯-奔馳文化中心) كان يُعرف سابقًا باسم مركز شنغهاي العالمي الثقافي، هي ساحة داخلية تقع على الأراضي السابقة لمعرض إكسبو 2010 في بودونغ، شنغهاي. وهي مملوكة لشركة أي إيه جي-أو بي جي المشتركة وتديرها.

## وصلات خارجية
- Mercedes-Benz Arena official homepage
- Mercedes-Benz Arena AEG homepage